# Lijst van burgemeesters van Westzaan
Dit is een lijst van burgemeesters van de voormalige Nederlandse gemeente Westzaan in de provincie Noord-Holland. Deze gemeente is in 1974 opgegaan in de nieuwe gemeente Zaanstad.
| Ambtsperiode | Naam burgemeester                           | Partij of stroming | Bijzonderheden                                                  |
| ------------ | ------------------------------------------- | ------------------ | --------------------------------------------------------------- |
| 1817 - 1850  | Teunis (T.) Slagter (ca.1783-1853)          |                    |                                                                 |
| 1850 - 1867  | H.C. Hooft Hasselaar                        |                    |                                                                 |
| 1868 - 1872  | G.J. Muller                                 |                    |                                                                 |
| 1872 - 1873  | J.E.C. Schook                               |                    |                                                                 |
| 1873 - 1876  | C.P. (Carel Philip) Metelerkamp (1843-1895) |                    | ook burgemeester van Wormerveer                                 |
| 1876 - 1878  | H.J. Versteeg (1842-1919)                   |                    | ook burgemeester van Wormerveer, later burgemeester van Zaandam |
| 1878 - 1879  | J.K. Vegelin van Claerbergen                |                    |                                                                 |
| 1879 - 1888  | P.B.J. Ferf                                 |                    |                                                                 |
| 1888 - 1913  | W.F.W. Steenberg                            |                    |                                                                 |
| 1913 - 1918  | W.F.G.L. Driessen                           |                    |                                                                 |
| 1918 - 1925  | Henri (H.) van Alphen                       |                    |                                                                 |
| 1925 - 1938  | Hendrik (H.E.) Wempe                        |                    |                                                                 |
| 1938 - 1944  | H.F. Jantzen                                |                    |                                                                 |
| 1944 - 1945  | Hendrik Vitters                             | NSB                | waarnemend                                                      |
| 1945 - 1951  | H.F. Jantzen                                |                    |                                                                 |
| 1951 - 1955  | Nico (N.) Vijlbrief                         | PvdA               |                                                                 |
| 1955 - 1960  | Rindert (R.) van Zinderen Bakker            | PvdA               |                                                                 |
| 1961 - 1969  | Piet (P.B.J.) Reeling Brouwer               | PvdA               |                                                                 |
| 1969 - 1972  | Frederik (F.) Verstegen                     | VVD                | deels waarnemend                                                |